# Ogg Writ
OggWrit es un códec de texto diseñador para el formato de contenedor Ogg.
Fue inicialmente diseñado para agregar subtítulos para videos Ogg Theora, pero también resulta útil para insertar letras de canciones con Ogg Vorbis, transcripciones con Ogg Speex y muchos otros usos donde hace falta combinar texto con audio y video.
A diferencia de otros formatos de subtítulos que van en archivos separados del contenido audio/video, OggWrit mezcla los flujos de audio o vídeo de forma que sean empaquetados en un solo archivo y su diseño facilita su extensión con nuevas características.
Actualmente se encuentra en fase experimental, sigue siendo altamente especulativo e incompleto y debido a su implementación depende del todavía-no-lanzado libogg2, por lo que actualmente no es soportado por ninguna aplicación para el usuario final.